# Église Saint-Menge de Merry-Sec
L'église Saint-Menge de Merry-Sec est une église située à Merry-Sec, en France.

## Localisation
L'église est située dans le département français de l'Yonne, sur la commune de Merry-Sec.

## Description
L’église a un plan rectangulaire allongé. Il est divisé en un vaisseau principal et un collatéral du côté sud. La tour est de plan carré, et domine légèrement la masse de l’édifice, rythmé en six travées par des contreforts. Le portail de la nef principale est en cintre surbaissé surmonté d’un gâble encadré de pinacles. À l’intérieur, des piliers engagés au profil prismatique séparent les cinq travées de la nef voûtée de croisées d’ogives dont les branches pénètrent dans les supports sans l’intermédiaire de chapiteau.

## Historique
- Le toponyme de Merry indique une origine gallo-romaine Matriacus composé du NP Matrius + -acus "domaine de", d'où  "le Domaine de Matrius".
- L'église est sous le vocable de saint Menge, ou Mennie, célébré le 8 août[2], et premier évêque de Châlons au IIIe siècle. Ce qui indique une christianisation ancienne du site.
- De l'église primitive il ne reste que les parties orientales (sacristie, travée  est du vaisseau principal et du collatéral), avec des arcs brisés et des vestiges de voûtes d'arêtes.
- Elle a été reconstruite en partie au XVIe siècle.
- La tour de plan carré a été édifiée au XVIIIe siècle.
- L'édifice est inscrit au titre des monuments historiques en 1997[1]. La sauvegarde de l'Art français a accordé pour ces travaux la somme de 75.000 francs en 1998.